# Rainer Liedtke (Fußballspieler)
Rainer Liedtke (* 29. September 1950) ist ein ehemaliger deutscher Fußballspieler.

## Sportlicher Werdegang
Liedtke spielte Anfang der 1970er Jahre für Wacker 04 Berlin in der seinerzeit zweitklassigen Regionalliga Berlin. Im Sommer 1974 scheiterte er mit der Mannschaft als Berliner Vizemeister erst in der Aufstiegsrunde zur Bundesliga. Dabei war er als Torschütze beim 1:0-Erfolg beim 1. FC Saarbrücken sowie dem 5:0-Heimerfolg über den 1. FC Nürnberg in den beiden Auftaktspielen in Erscheinung getreten, mit insgesamt drei Siegen in ihrer Gruppe belegten die Berliner nur den vorletzten Platz – hatten sich aber für die neu eingeführte 2. Bundesliga qualifiziert.
In der Auftaktsaison 1974/75 erreichte Liedtke mit Wacker direkt das beste Ergebnis, als die Mannschaft um Peter Hanisch, Michael Müller und Peter Bien sich auf dem 13. Tabellenplatz einreihte. Dabei platzierte er sich mit fünf Saisontoren hinter Wolfgang John (19 Tore), Horst Lunenburg (12 Tore) und Reinhardt Lindner (7 Tore) als viertbester Schütze, in der folgenden Spielzeit war er hinter John (10 Tore) und Rainer Fischer (9 Tore) mit acht Treffern drittbester Torschütze des Klubs. Auch in der Spielzeit 1976/77  war er als Stammspieler achtmal als Torschütze erfolgreich, die Mannschaft verpasste jedoch auf dem 18. Tabellenplatz den Klassenerhalt.  Ungeschlagen sicherte sich Wacker am Ende der Spielzeit 1977/78 die Meisterschaft in der Oberliga Berlin, dabei steuerte Liedtke 20 der 93 Saisontore bei. Anschließend setzte sich der Klub in der Aufstiegsrunde zur 2. Bundesliga durch, als Tabellenletzter verabschiedete sich Wacker jedoch am Ende der Zweitliga-Spielzeit 1978/79 erneut aus dem Profifußball. Mit zwölf Toren war Liedtke dabei wie im Vorjahr vereinsintern bester Torschütze gewesen und hatte damit mehr als ein Drittel der Treffer des Berliner Klubs erzielt. Nach 126 Spielen in der 2. Bundesliga blieb er Wacker abermals in der Oberliga treu.
1980 wechselte Liedtke innerhalb Berlins zum Oberligameister BFC Preussen, mit dem er in der Spielzeit 1980/81 den Titel verteidigte. Aufgrund der Einführung der eingleisigen 2. Bundesliga gab es jedoch keinen Aufstieg, stattdessen nahm die Mannschaft an der Deutschen Amateurmeisterschaft 1981 teil. Dort scheiterte sie jedoch bereits zum Auftakt am MTV Ingolstadt.
Später war Liedtke als Trainer im Berliner Amateurfußball tätig und betreute unter anderem den 1. FC Lübars, den Spandauer SV und den Mariendorfer SV 06. Mit dem SFC Stern 1900, den er zwischen 2006 und 2011 betreute, erreichte er zum Abschied das Endspiel um den Berliner Landespokal. Mit dem Berlin-Ligisten verpasste er durch eine 0:2-Niederlage gegen den höherklassig antretenden BFC Dynamo den Titelgewinn.